# Brahim Ghali
Brahim Ghali, även Ibrahim Ghali (arabiska: إبراهيم غالي), född 19 augusti 1949 i Es-Smara i dåvarande Spanska Sahara, är en västsaharisk politiker och sedan 9 juli 2016 Sahariska arabiska demokratiska republikens (SADR) president och Polisarios generalsekreterare.
Ghali blev våren 1973 Polisarios förste generalsekreterare, innan Mustafa Sayyed El-Wali övertog den posten vid Polisarios andra kongress augusti 1974. Han blev försvarsminister i SADR:s första regering 1976 och har innehaft flera ledande poster sedan dess.
Den 9 juli 2016 valdes Brahim Ghali till ny generalsekreterare för Polisario och därmed även till SADR:s president, efter att Mohamed Abdelaziz, som innehaft dessa poster sedan 1976 respektive 1982, gått bort.